# فرودگاه شهرستان اسکاتسبورو
فرودگاه شهرستان سکتسبرو (به انگلیسی: Scottsboro Municipal Airport) (به زبان بومی: Word Field) یک فرودگاه همگانی بهره‌برداری هوایی است که یک باند فرود آسفالت دارد و طول باند آن ۱۶۰۰ متر است. این فرودگاه در کشور ایالات متحده آمریکا قرار دارد و در ارتفاع ۱۹۸ متری از سطح دریا واقع شده است.